# Stadiasmus Patarensis
Stadiasmus Patarensis, znan tudi kot Stadiasmus Provinciae Lyciae in Miliarium Lyciae, je antični rimski miljnik iz mesta Pátara, ki je služil kot javni kažipot. Na njem je bil grški napis s posvetilom cesarju Klavdiju, uradni seznam cest, ki jih je dal zgraditi guverner Kvint Veranij Nep v provinci Likija in Pamfilija in imena mest in razdalje do njih. Miljnik so odkrili leta 1993.  
Podroben opis spomenika in napisov na njem je na spletni strani Raziskovalnega središča za sredozemske jezike in kulture pri Univerzi Akdeniz, Antalya, Turčija. 

## Sklic
1. ↑  Hürriyet Daily News 2013.

## Vira
- Patara excavations start for the 25th time this summer. Hürriyet Daily News. 20. julij 2013. Pridobljeno 13. februarja 2015.
- Sencer Şahin, Mustafa Adak. Stadiasmus Patarensis: Itinera Romana Provinciae Lyciae. Ege Yayınları, Istanbul 2007